# Elverson Road (DLR)
Elverson Road (en anglais : Elverson Road DLR Station), est une station de la branche sud de la ligne de métro léger automatique Docklands Light Railway (DLR), en zones 2 et 3 Travelcard. Elle donne sur la Conington Road, quartier de St Johns, dans le borough londonien de Lewisham sur le territoire du Grand Londres.

## Situation sur le réseau

Plan de la ligne du métro léger DLR.

Située en surface, Elverson Road est une station de la branche sud de la ligne de métro léger Docklands Light Railway. Elle est établie entre les stations Deptford Bridge, au nord, et Lewisham, terminus sud de la ligne,. Elle est en zone 2 et 3 Travelcard.
La station dispose de deux voies encadrées par deux quais latéraux.

## Services aux voyageurs

### Accès et accueil
Donnant sur la Conington Road, la station est accessible aux personnes à la mobilité réduite.

### Desserte
Elverson Road est desservie par les rames des relations Stratford -  Lewisham aux heures de pointe, et Bank - Lewisham,.

Installations et desserte
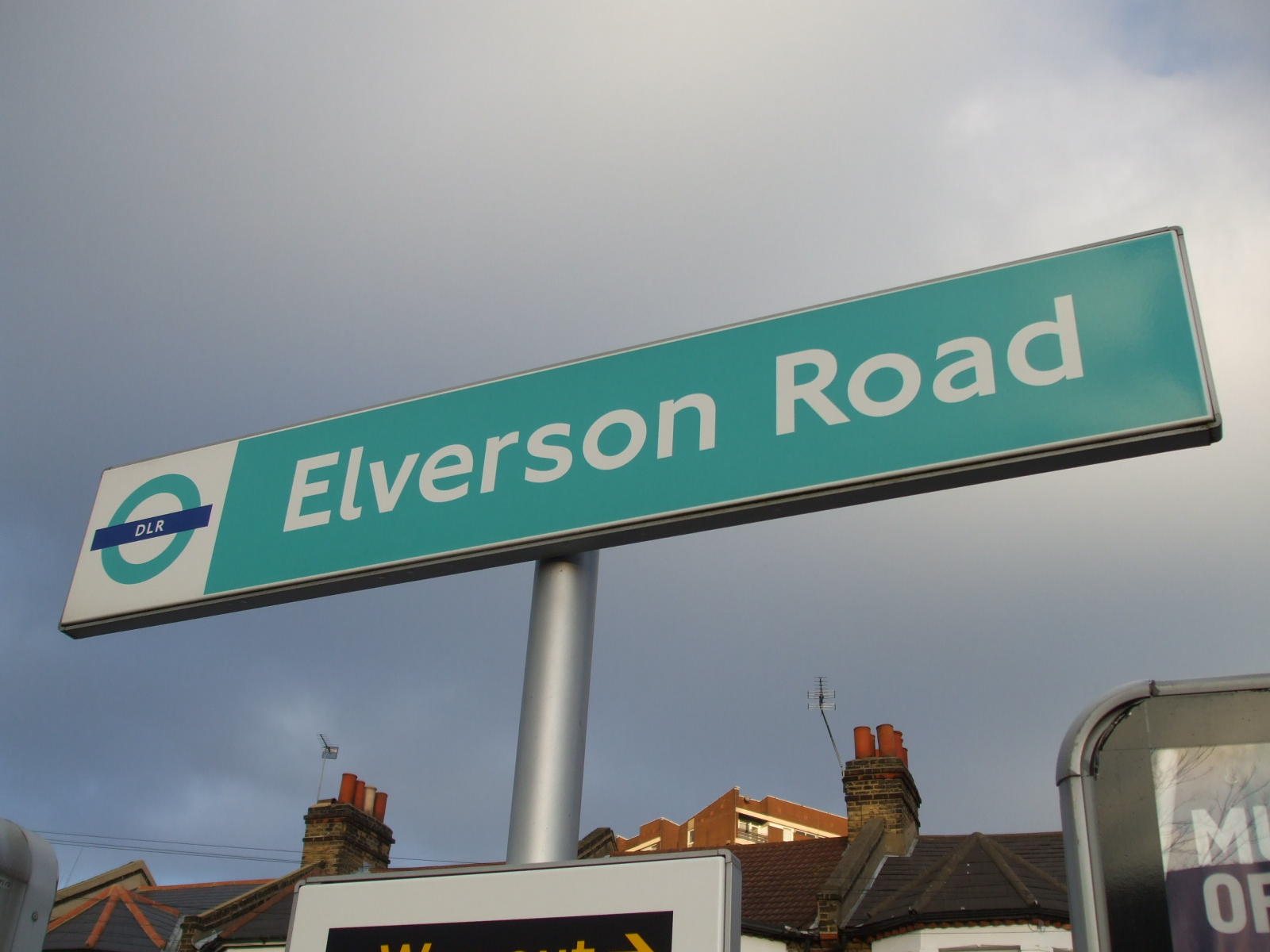
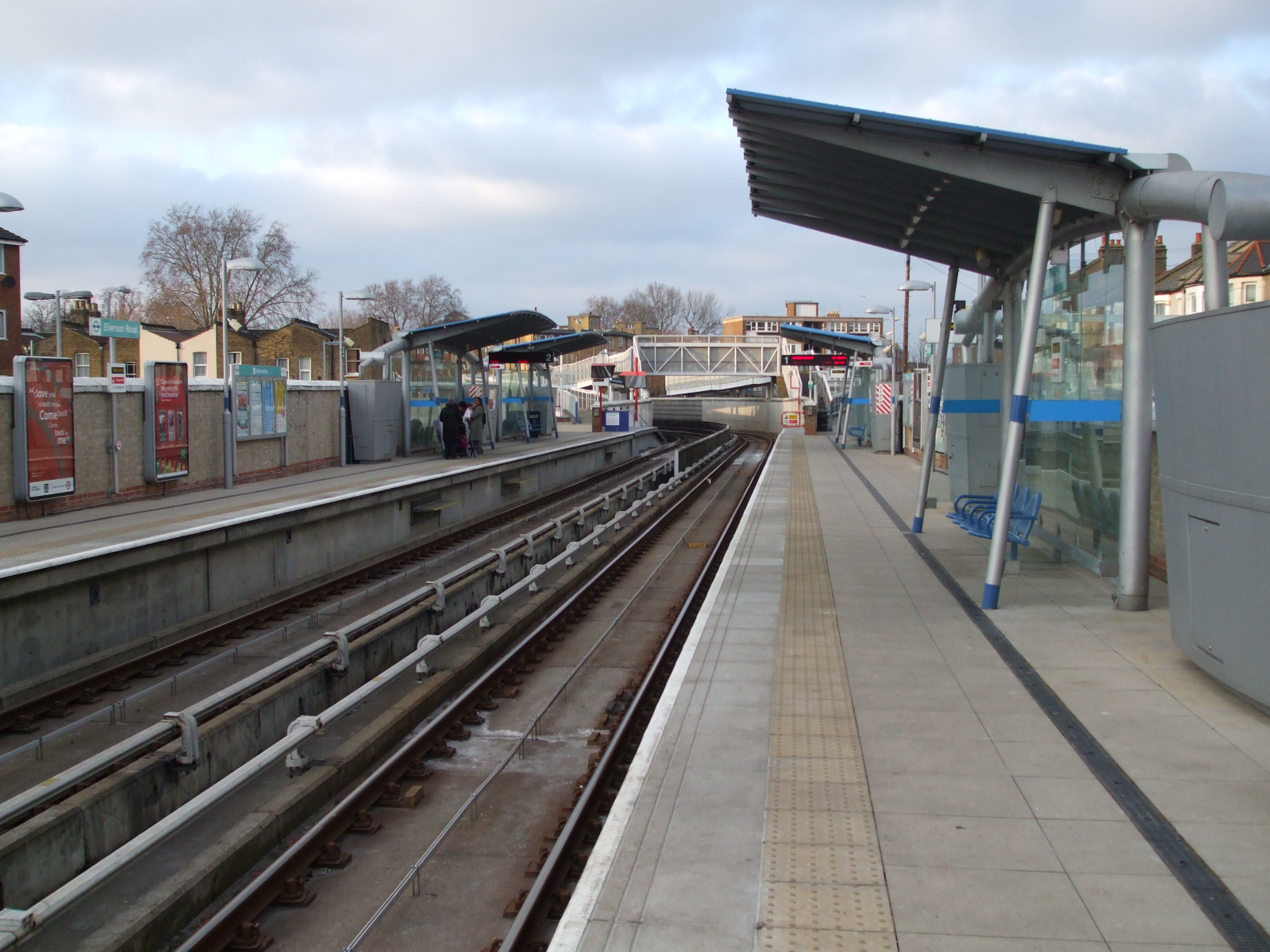
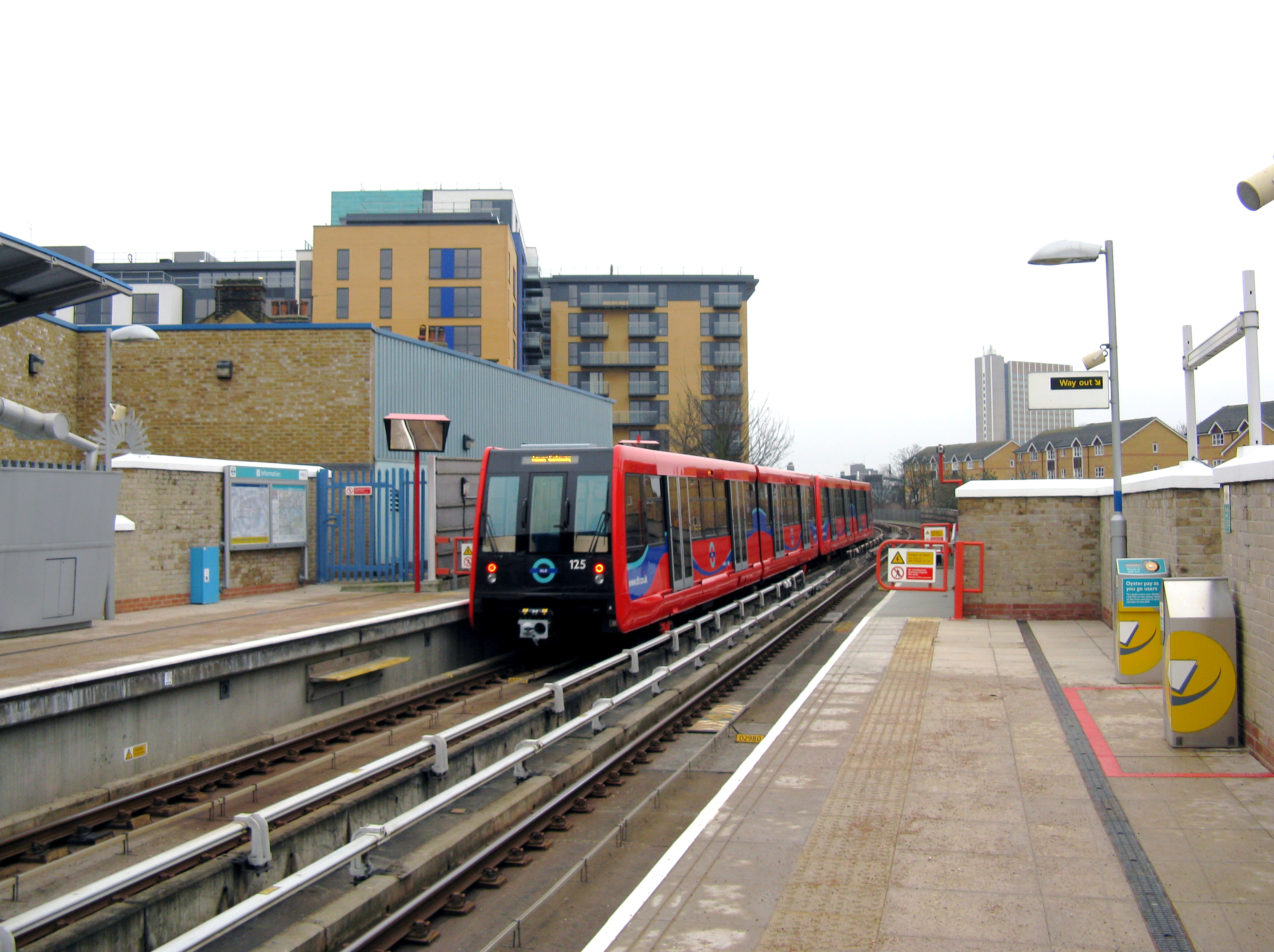

### Intermodalité
La station est desservie par les Autobus de Londres des lignes 47 et 225.

## À proximité
- St Johns